# Distichopora violacea
Distichopora violacea is een hydroïdpoliep uit de familie Stylasteridae. De poliep komt uit het geslacht Distichopora. Distichopora violacea werd in 1766 voor het eerst wetenschappelijk beschreven door Pallas. 